# Rose Marie Tapia
Rose Marie Tapia (nacida en Ciudad de Panamá, 6 de diciembre de 1947) es una escritora panameña.

## Biografía
Nació en Panamá el 6 de diciembre de 1947, en 1951 se trasladó a Chitré. Trabajó en Raúl Tapia y  Cia S. A. desempeñando el cargo de Gerente.  Representante de la compañía en la Cámara de Comercio de Azuero y en la Asociación Panameña de Ejecutivos de Empresa.       
Incursionó en la Literatura panameña con su novela Caminos y Encuentros, Mención de Honor del Concurso Ricardo Miró 2000. A partir de allí, inicia una intensa obra narrativa en donde la denuncia social es una de sus principales motivaciones. 
Por su gestión y desarrollo en las letras, se le otorgó el galardón: Estrella de Oro, Premio a la Cultura Estrella de Azuero 2007. Designada por el Círculo Cultural Anita Villalaz como la Escritora del año 2009. En el año 2014 La Universidad Americana le asignó el nombre de la escritora Rose Marie Tapia Rodríguez a sus bibliotecas.
El 16 de junio de 2016 la Asociación de Empresarias y Profesionales de Panamá rinde homenaje a Mujeres que dejan huella y designa a Rose Marie Tapia Mujer Destacada. En el 2017 se le otorgó el Premio Honor al Mérito Don Manuel García Castillo, Categoría Talento 2017. En el 2018 la Academia Bilingüe Rose Marie Tapia le asignó el nombre de la escritora a su plantel. En marzo de 2018, la Universidad Metropolitana de Educación, Ciencia y Tecnología confiere a Rose Marie Tapia la Presea Cecilia Rojas de Nieto por llevar en alto la virtud de ser mujer, ejemplo para la sociedad. 
Fundadora del grupo literario Letras de Fuego, ideó el programa sociocultural Siembra de Lectores para promover los círculos de Lectura a nivel nacional. 
En el año 2015 la Doctora en Filosofía Sara Escobar Wiercinski incluyó el análisis de dos de sus obras University, Detroit, Michel partir de enero de 2012 Distribuidora Lewis edita y distribuye todas sus obras de manera exclusiva.

## Obras
Su primera obra fue la novela Caminos y encuentros, escrito en el 2000 y obtuvo mención de honor en el Concurso Literario Ricardo Miró. algunas de sus novelas escritas están centradas en la denuncia social. Su novela más vendida Roberto por el buen camino, ha tenido un tiraje de 98 mil ejemplares y ha sido traducida al idioma inglés. En estos momentos está escribiendo la secuela de Roberto por el buen camino. Sus novelas con temáticas políticas han tenido mucho éxito.Desde el 2004 hasta la fecha actual se mantiene el primer lugar de ventas. Creó el programa sociocultural Siembra de lectores para promover la lectura a nivel nacional.
Novelas
- Caminos y encuentros (2000)
- Y era lo que nadie creía (2001)
- Travesías mágicas (2002)
- La noche oscura (2002)
- La cárcel del temor (2003)
- Roberto por el buen camino (2004)
- La raíz de la hoguera (2005)
- Los ángeles del olvido (2006)
- No hay trato (2007)
- Mujeres en fuga (2008)
- Agenda para el desastre (2009)
- El retorno de los bárbaros (2010)
- Niña bella (2010)
- El crepitar de la hoguera (2011)
- Diagnóstico N.P.I. (2011)
- Los misterios del olvido (2012)
- El arcoíris sobre el pantano (2013)
- El poder desenmascara (2014)
- Un grito desde el silencio/ El oscuro abismo del bullying (2015)
- El murmullo de la sombra (2016)
- Vida De Compromiso (2017)
- La noche no dura para siempre (2018)
- Se presume culpable (2019)
- Veinte años después (2020)
- La burbuja Invisible (2021)
- Solo en la noche se observan las estrellas (2022)
- ¿Qué vamos a hacer después de lo que nos hicieron?
- En el umbral del olvido
- El maestro de los sueños
- La esperanza no se rinde